# Filiția, Mankivka
Filiția (în ucraineană Філіція) este un sat în comuna Popivka din raionul Mankivka, regiunea Cerkasî, Ucraina.

## Demografie
Componența lingvistică a localității Filiția
     Ucraineană (94,17%)
     Belarusă (5%)
     Alte limbi (0,83%)
Conform recensământului din 2001, majoritatea populației localității Filiția era vorbitoare de ucraineană (94,17%), existând în minoritate și vorbitori de belarusă (5%).